# D43 (hunebed)
Hunebed D43 nabij Emmen werd vroeger Bruyn Stien en De Grafkelders genoemd en is het enige hunebed in Nederland van het langgraf-type. In Duitsland en Denemarken zijn meer langgraven. Het dateert van ongeveer 3000 voor onze jaartelling.
Het ligt nabij het centrum van Emmen achter de museumboerderij de Nabershof.

## Bouw
Het hunebed wordt toegeschreven aan de trechterbekercultuur.
Het langgraf is 40,3 meter lang en 6,8 meter breed en is noord-zuidelijk georiënteerd. De 53 kransstenen staan met de vlakke kant naar buiten gekeerd. Tussen deze stenen zijn nog stopstenen te zien, deze zijn bij een restauratie geplaatst.
In het langgraf zijn twee hunebedden aanwezig. Op de draagstenen van deze twee grafkamers zijn nog enkele dekstenen aanwezig. De ingang van de noordelijke grafkamer (4,6 meter lang en 3,0 meter breed) lag op het oosten, de ingang van de zuidelijke grafkamer (8,1 meter lang en 2,9 meter breed) lag op het westen. Beide grafkamers hebben een paar poortstenen.
Het noordelijke graf had oorspronkelijk zes draagstenen en drie dekstenen, het zuidelijke graf had tien draagstenen en vijf dekstenen (hiervan mist een draagsteen en twee dekstenen).
De dekheuvel is niet origineel, maar werd in de twintigste eeuw aangelegd.

## Geschiedenis
Het hunebed staat vermeld op de Hottingerkaart (1788-1792).
Het staat vermeld in oude schulterapporten uit 1818. In de 19e eeuw werd over dit hunebed gepubliceerd, o.a. door prof. dr. L.J.F. Janssen, en werd een poging ondernomen dit hunebed te herstellen. Dit gebeurde echter zeer ondeskundig (en waarschijnlijk onder opoffering van het verdwenen hunebed D43a) wat uit een verontwaardigd artikel in de Provinciale Drentsche en Asser Courant blijkt.
Tot 1869 was het ongestoord, boeren gooiden er hun afval neer en het was overwoekerd. Het hunebed werd in 1870 door de Staat der Nederlanden aangekocht. Bij het verwijderen van de rommel en de struiken werden ook stenen losgegraven, waardoor de oorspronkelijke positie niet te achterhalen is.

## Society of Antiquaries[5]
In Engeland ontstond in de jaren zeventig van de 19e eeuw bezorgdheid over de wijze waarop in Nederland hunebedden werden gerestaureerd. In die kringen was men vooral bezorgd dat met de restauraties het oorspronkelijk beeld van de situatie verloren zou gaan. De directeur van de Society of Antiquaries in Londen verzocht de oudheidkundigen William Collings Lukis en sir Henry Dryden om de staat waarin de hunebedden zich op dat moment bevonden nauwkeurig vast te leggen. Zij bezochten in juli 1878 Drenthe en brachten veertig hunebedden op de Hondsrug in kaart. Ze hebben opmetingen verricht en beschreven de aangetroffen situatie, die zij tevens vastlegden in een serie aquarellen. Hun rapportage aan de Society of Antiquaries verscheen echter niet in druk. Hun materiaal werd bewaard bij de Society of Antiquaries, het Guernsey Museum & Art Gallery en het Drents Museum. Het Ashmolean Museum in Oxford bezit kopieën van hun werk. In 2015 publiceerde de Drentse archeoloog dr. Wijnand van der Sanden alsnog hun werk. Hij voorzag hun materiaal van een uitgebreide inleiding. Ook schetste hij de ontwikkelingen met betrekking tot het archeologisch onderzoek van de hunebedden na hun onderzoek tot 2015. Hij gaf als oordeel dat het werk van Lukis en Dryden van hoge kwaliteit was. In het Drents Museum was in 2015 een tentoonstelling over het werk.
Hunebed D43 is weergegeven op Plan XL: De twee hunebedden lagen in een ovaal van staande stenen, het geheel lag op de Schimmeresch. Het hunebed kon ten tijde van het bezoek van Lukis en Dryden slecht bekeken worden, doordat er veel struiken en bomen groeiden. Van het noordelijke hunebed lag nog een deksteen op zijn plek, de andere twee waren eraf – in noordelijke richting –  geduwd. Volgens Lukis en Dryden lag de ingang aan de oostzijde en is het, volgens hen zeker, dat het niet om een steenkist gaat. Van het zuidelijke hunebed lag nog een deksteen op zijn plek, een andere was in de grafkamer terechtgekomen. Ook hier was de ingang op het oosten gelegen. De stenen van de ovale steenkring lagen soms op een hoger niveau dan de vloer van de grafkelders. De kamers waren uitgegraven en leeggehaald. De heuvel waarop dit langgraf lag, was 62 meter lang en 14,5 meter breed.

### Onderzoek J.H. Holwerda
In 1913 wordt het hunebed voor het eerst systematisch onderzocht door dr. J.H. Holwerda.
Er lag in het verleden waarschijnlijk een derde hunebed in de steenkring, waarschijnlijk met zes dekstenen. Dit werd beschreven door Janssen, maar Holwerda vond hier geen sporen van. Het middelste hunebed (D43z) had waarschijnlijk vijf dekstenen en het meest noordelijke hunebed (D43n) hooguit drie.
Uit dit onderzoek blijkt dat het langgraf in fasen is gebouwd, waarbij de noordelijk grafkelder het eerst gebouwd. Er lag ten tijde van het onderzoek nog één deksteen op de draagstenen, de andere dekstenen lagen ernaast. De zuidelijke grafkamer werd later gebouwd, hier waren ten tijde van het onderzoek nog twee dekstenen te zien. In deze laatste fase werd ook de steenkrans vergroot. In een derde fase wordt de steenkrans nog enige meters naar het zuiden vergroot. De steenkrans was oorspronkelijk anderhalve meter hoog, gemeten vanaf het oorspronkelijke bodemvlak.
Volgens Holwerda bestaat de steenkransook uit stenen die oorspronkelijk als dekstenen hebben gediend. Tijdens de restauratie in 1850 is het langgraf volgens Holwerda enkele meters verlengd.
Men vindt enige potscherven en een stenen beitel.

### Onderzoek A. van Giffen en restauratie
Van Giffen vermeldt dat er 53 kransstenen zijn, hij maakt geen melding van poortstenen bij de beide grafkamers.
Bij een onderzoek van Dr. van Giffen in 1960 kwamen drie offerkuilen tevoorschijn, twee buiten de steenkring en een erbinnen. De buitenste twee waren bedekt met een peervormige steen die uit de steenkrans afkomstig bleek. Deze waren reeds in de prehistorie omvergetrokken. Ook bleek het grafmonument tot in de bronstijd nog af en toe in gebruik te zijn geweest als begraafplaats. Ook ontdekte Van Giffen dat de steenkrans oorspronkelijk kleiner was, het werd verlengd in een latere fase van het neolithicum. Er werd een derde kuil ontdekt binnen de steenkrans, deze kuil lag bij het oorspronkelijke bouwwerk dus buiten de steenkrans.
Van Giffen liet muurtjes van veldkeien tussen de draagstenen metselen, een werkwijze die niet meer wordt toegepast..

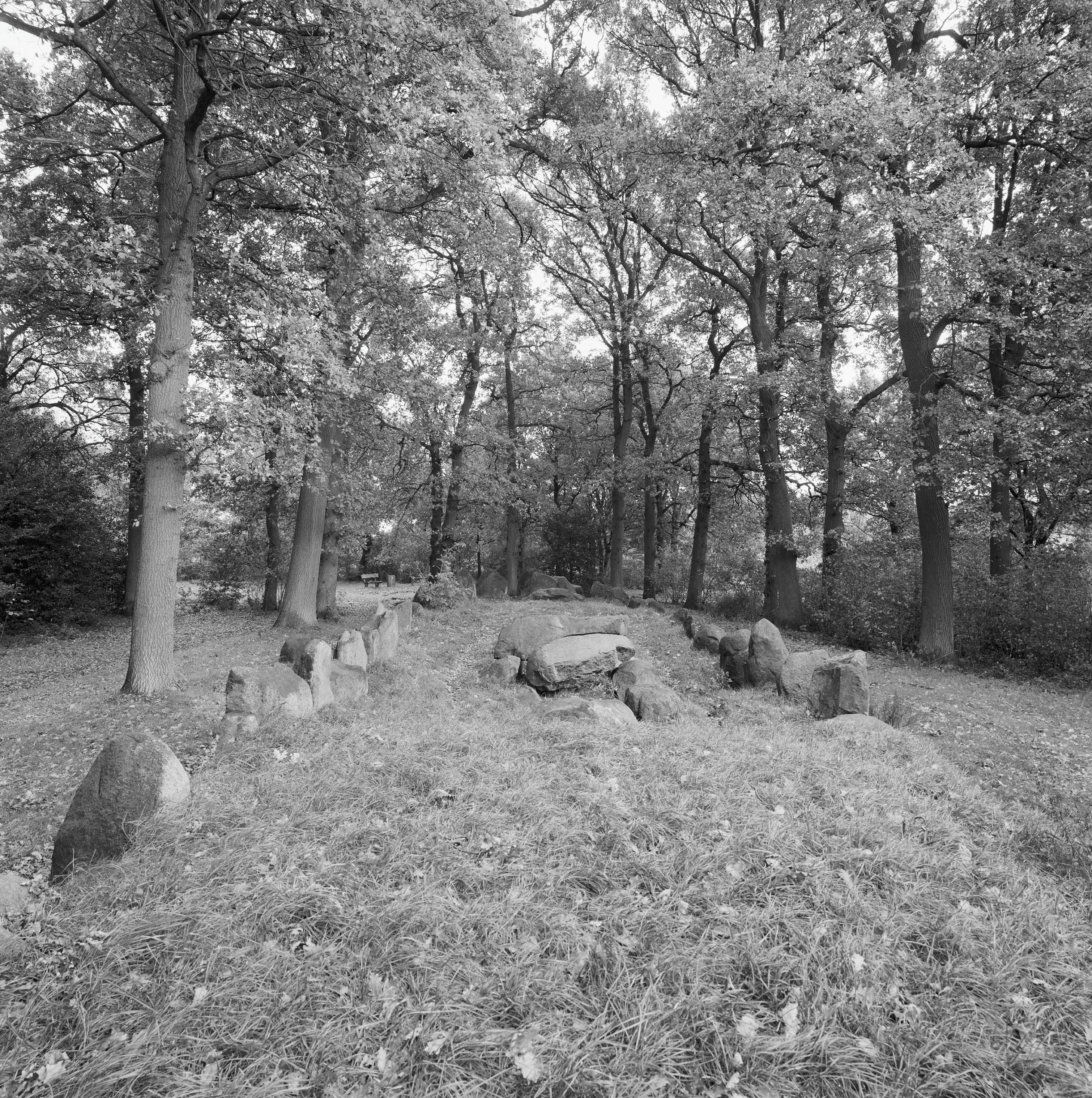
Foto van Rijksdienst voor het Cultureel Erfgoed, 2000

In 1960 en 1997 werd het hunebed ook gedeeltelijk gerestaureerd.

## Afbeeldingen

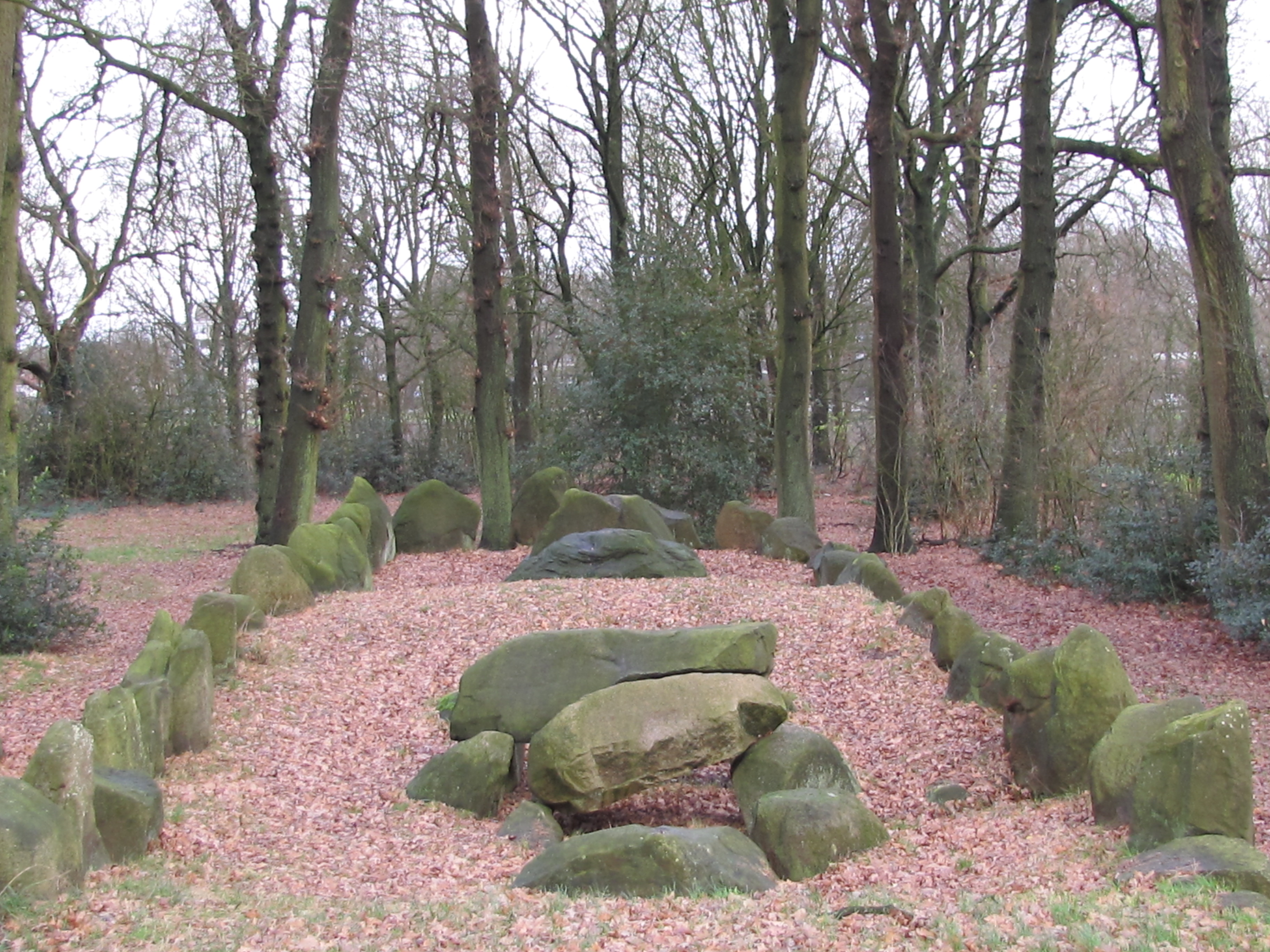
Het langgraf D43 bevat twee afzonderlijke grafkamers
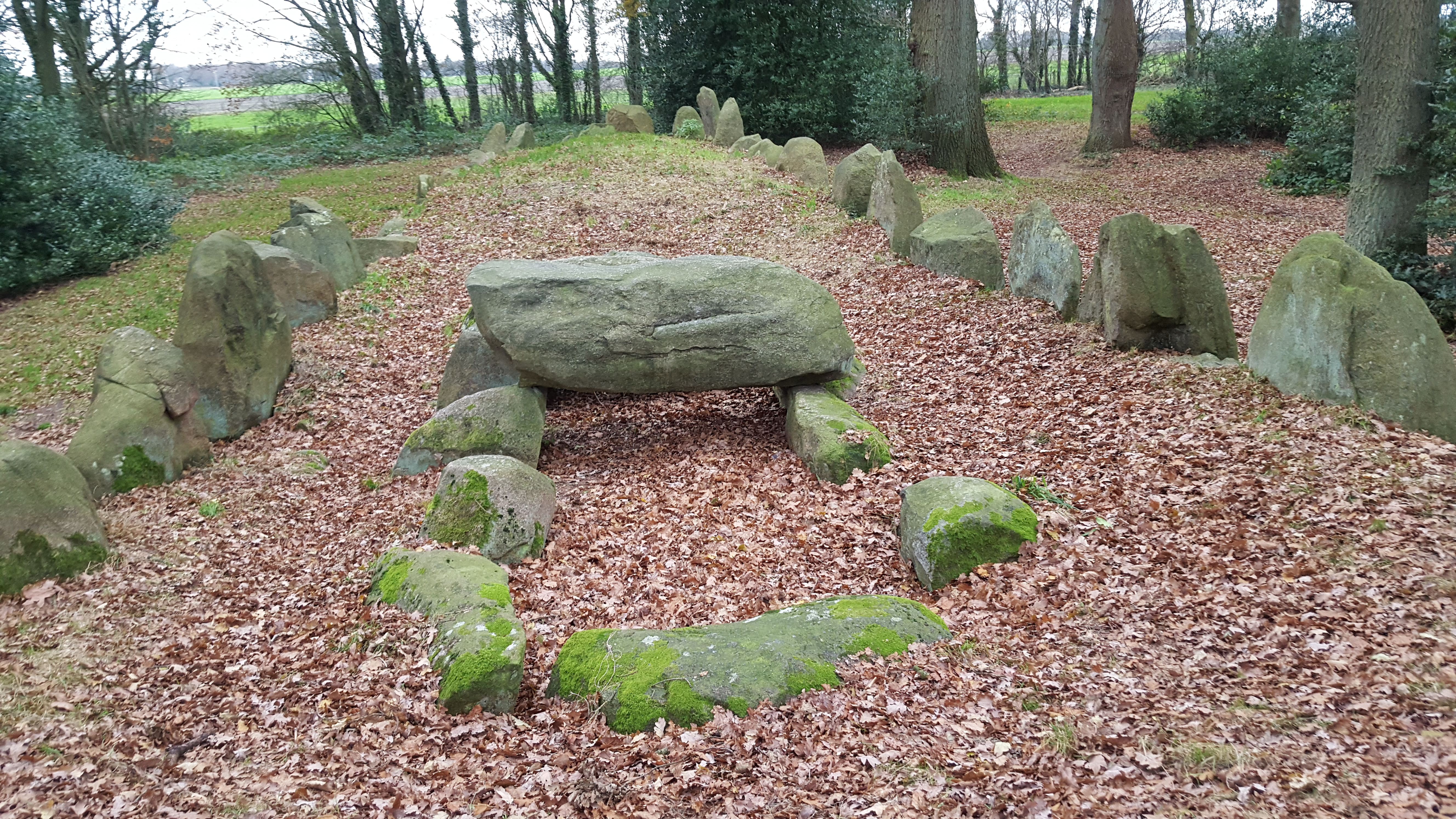
De zuidelijke grafkamer in het langgraf, er is nog één deksteen op de draagstenen aanwezig
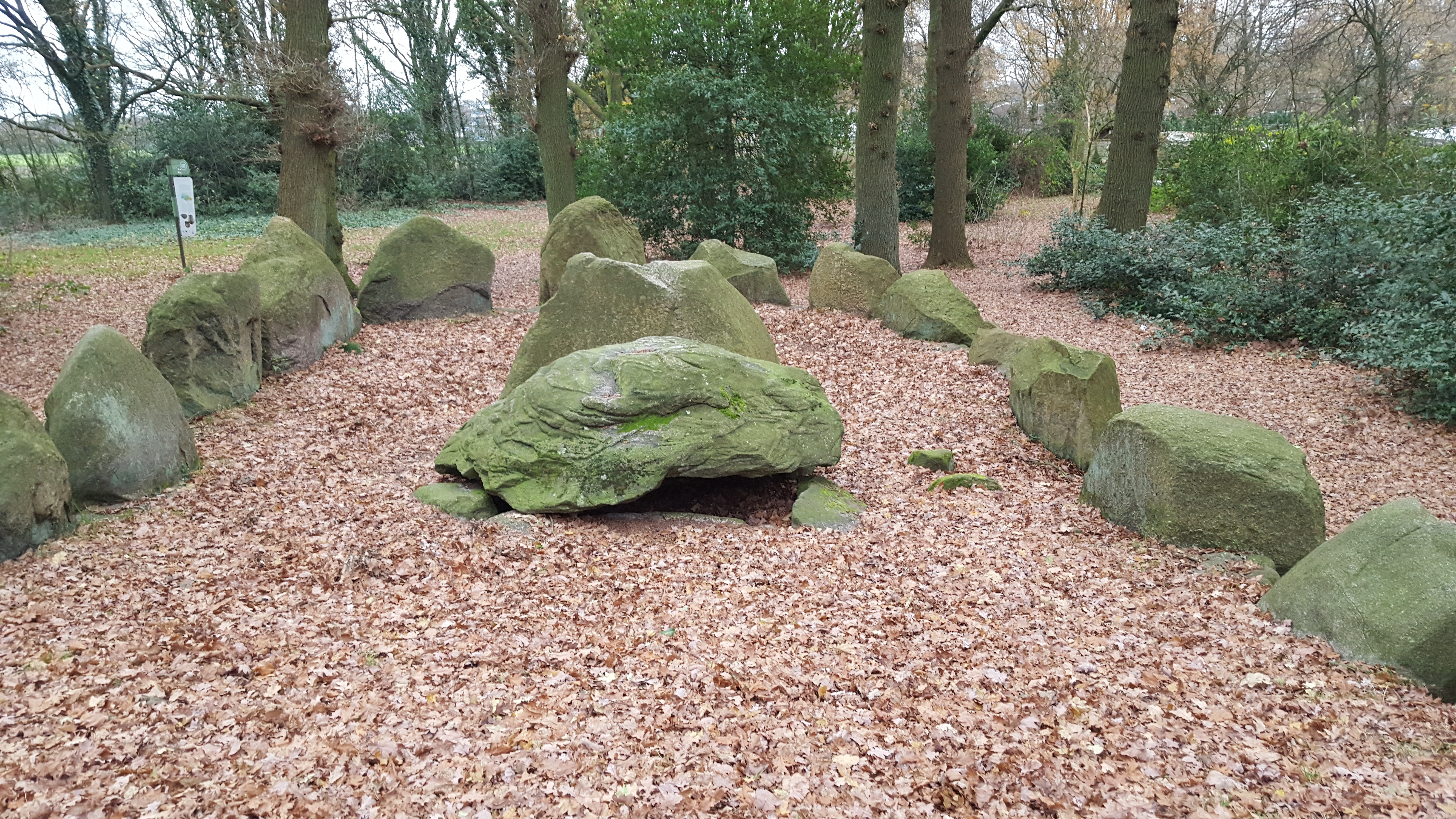
De noordelijke grafkamer in het langgraf